# Shishi
Shishi is een arrondissement in de stadsprefectuur Quanzhou in de provincie Fujian van China. Shishi heeft 589.902 inwoners. en is onderdeel van de agglomeratie rondom Quanzhou met 17 miljoen inwoners.